# Théo Curin
Théo Curin, né le 20 avril 2000 à Lunéville en Meurthe-et-Moselle, est un nageur handisport, conférencier, chroniqueur, animateur de télévision, mannequin et acteur français.
Son palmarès sportif comprend deux médailles d'argent aux championnats du monde de natation handisport sur 100 m et 200 m nage libre obtenues à Mexico en 2017, une médaille de bronze sur 200 m nage libre aux championnats du monde de Londres de 2019 et une quatrième place du 200 m nage libre aux Jeux paralympiques de Rio en 2016 dans la catégorie S5.
Après une première expérience d'acteur dans Vestiaires, Théo Curin joue trente épisodes dans la série Plus belle la vie avant d'être à l'affiche du téléfilm Handigang. Personnalité médiatique, il est chroniqueur à la télévision dans Le Magazine de la santé depuis 2019 et à la radio sur Virgin Radio depuis 2021 et depuis 2023 dans Aux Jeux, citoyens ! sur France 3.
Depuis septembre 2024, il anime le jeu Slam sur France 3.

## Biographie

### Carrière sportive
Théo Michel Curin naît le 20 avril 2000 à Lunéville. À l'âge de six ans, il contracte une méningite à méningocoque de type C compliquée d'un purpura fulminans qui entraîne l'amputation de ses quatre membres,. Il suit deux ans de rééducation et réapprend à manger et à marcher avec des prothèses.
Sa rencontre avec Philippe Croizon, amputé lui aussi des quatre membres et athlète à records qui vient de réussir la traversée de la Manche à la nage, le pousse à commencer la natation. Initialement, il a une phobie de l'eau, mais la pratique de la natation l’aide à surmonter son handicap.
Il intègre, à treize ans, le pôle France handisport de natation à Vichy et participe à ses premiers championnats de France. Évoluant dans la catégorie S5,, il devient très vite l’un des grands espoirs français de la natation handisport. Sa carrière au niveau international débute en 2015 avec l'équipe de France lors des championnats du monde de natation handisport 2015 à Glasgow au Royaume-Uni. Il s'illustre avec son premier podium international avec une médaille d'argent sur 200 m nage libre aux championnats d'Europe de natation handisport 2016 à Funchal au Portugal.
Lors des championnats de France de Montpellier de 2016, il améliore son record de quatre secondes sur le 200 mètres nage libre en 2 min 44 s 79. Ce temps lui permet de se qualifier pour ses premiers Jeux paralympiques à seulement 16 ans. Benjamin de l'équipe de France aux Jeux paralympiques de Rio, il termine au pied du podium sur le 200 m nage libre.
En parallèle, Théo Curin poursuit sa scolarité Au lycée Valery Larbaud de Cusset (dans l'Allier) la ou Théo obtiendra un bac technologique ST2S (science et technologie de la santé et du social).
À partir d'avril 2018, il fait partie de la commission des athlètes, une instance de dix-huit sportifs présidée par Martin Fourcade, qui va travailler à la préparation concrète des Jeux olympiques et paralympiques de 2024 à Paris.
En 2020, il participe à son premier triathlon avec un vélo spécialement préparé en Lorraine et termine l’Ironman 70.3 des Sables-d’Olonne qu'il boucle en 6 h 53 min.
Après le report d'un an des Jeux paralympiques de Tokyo à cause de la pandémie de Covid-19 et les changements de classification de handicap dans sa catégorie, il arrête son entraînement paralympique pour se consacrer à un autre défi : la traversée à la nage du lac Titicaca. L'athlète paralympique invite l’ancienne nageuse Malia Metella et l'activiste écologiste Matthieu Witvoet dans cette aventure. Ensemble, ils se préparent à cette traversée de 122 km de nage en autonomie dans une eau à la température de dix degrés Celsius par un stage de survie à Tignes puis un stage en altitude à Font-Romeu-Odeillo-Via. En novembre 2021, le trio réussit la traversée à la nage du lac Titicaca en 11 jours entre la Bolivie et le Pérou,,,.

### Carrière médiatique
Depuis 2017, Théo Curin joue le rôle de Théo dans la série télévisée Vestiaires diffusée sur France 2.
En 2019, il devient l'égérie de la marque Biotherm, propriété du groupe L'Oréal. La même année, il devient chroniqueur dans Le Magazine de la santé,.
En 2021, durant les Jeux olympiques 2020 à Tokyo, il est consultant pour Eurosport et commente les épreuves de nage en eau libre.
À partir de 2021, il devient chroniqueur sur Virgin Radio, au côté d'Amandine Petit, dans l'émission de Robin Bernaud : La Team Virgin Radio diffusée du lundi au vendredi de 21 h à minuit[source secondaire souhaitée].
En 2022, Lacoste dévoile une collection à son nom, travaillée en collaboration avec lui, conçue pour tous. Par exemple, les boutons sont remplacés par des pressions et des liens permettent de remonter plus facilement les manches.
En 2022, il participe comme candidat, avec sa manager Anne, au jeu d'aventures Pékin Express sur M6, dans une saison spéciale célébrités intitulée Duos de choc, ainsi qu'au jeu télévisé Fort Boyard sur France 2 en compagnie des animateurs Damien Thévenot et Camille Cerf, de la chanteuse Cindy Sander, de la comédienne Isabelle Vitari et de l'humoriste Nicole Ferroni. Ils remportent 20 460 € pour l’association Handi'chiens. Il participe à nouveau en 2023 et 2024 pour l'association Les bonnes fées.
Le 17 janvier 2022, il parraine le 53e régiment de transmissions[réf. nécessaire].
Entre 2023 et 2024, il anime Aux Jeux, citoyens ! aux côtés de Carole Gaessler, une quotidienne pour présenter la préparation puis l'actualité des Jeux olympiques d'été de 2024 à Paris.
Le 13 juin 2024, le quotidien Le Parisien annonce que Théo Curin sera le successeur de Cyril Féraud pour présenter le jeu télévisé Slam. Il prend le rôle dès la rentrée de septembre.

## Palmarès

### Jeux paralympiques
| Édition             | 100 m nage libre | 200 m nage libre |
| ------------------- | ---------------- | ---------------- |
| 2016 Rio de Janeiro | 6e               | 4e               |

### Championnats du monde handisport
| Épreuve / Édition      | 50 m nage libre | 100 m nage libre | 200 m nage libre | 50 m dos | 50 m papillon |
| ---------------------- | --------------- | ---------------- | ---------------- | -------- | ------------- |
| Monde 2015 Glasgow     | 7e              | 4e               | 6e               | 13e      |               |
| Monde 2017 Mexico City | 4e              | Argent           | Argent           | 4e       |               |
| Monde 2019 Londres     | 5e              | 6e               | Bronze           |          | 12e           |

### Championnats d'Europe handisport
| Épreuve / Édition   | 50 m nage libre | 100 m nage libre | 200 m nage libre | 50 m dos | 50 m papillon |
| ------------------- | --------------- | ---------------- | ---------------- | -------- | ------------- |
| Europe 2016 Funchal | 4e              | 4e               | Argent           | 7e       |               |
| Europe 2018 Dublin  | 5e              | 5e               | 4e               |          | 8e            |

## Filmographie

### Télévision
- 2017-2018 : Vestiaires (programme court), trois épisodes : Théo
- 2021 : Plus belle la vie : Hugo Castel (saison 18, 30 épisodes)[36]
- 2022 : Handigang (téléfilm) de Stéphanie Pillonca : Sam Belek
- 2023 : Askip : lui-même (saison 4, épisode 54)
- 2023 : Astrid et Raphaëlle : Lieutenant Ronan Meur (saison 4, épisode 7)

## Émissions de télévision
- 2019-2021 : Le Magazine de la santé sur France 5 : chroniqueur
- 2021 : La Team Virgin Radio sur Virgin radio : chroniqueur
- 2021 : Consultant sur Eurosport
- 2022 à 2024 : Fort Boyard sur France 2 : candidat
- 2022 : Pékin Express sur M6 : candidat
- 2022-2023 : Demain les jeux sur France info : chroniqueur
- 2023 : Échappées belles sur France 5 : animateur
- 2023-2024 : Aux Jeux, citoyens ! sur France 3 : chroniqueur
- 2023-2024 : T’es au top sur France 4 : animateur
- 2024 : Défi Madiba, une aventure humaine et solidaire sur France 2 : animateur avec Ismaël Khelifa
- 2024 : Aidants, il est temps de les aider sur France 5 : animateur
- Depuis 2024 : Slam sur France 3 : animateur

## Distinctions
- Prix Média Enfance Majuscule 2024 Catégorie Jeunesse pour T'es au top

### Vidéographie
- [vidéo] Théo Curin, mon handicap, ma force, reportage de 32 minutes d'Arte Regards, réalisé par Eva Deroualle et Alix François Meier, première diffusion le 21 février 2022 (voir en ligne).